# 11781 Alexroberts
11781 Alexroberts este un asteroid din centura principală de asteroizi.

## Descriere
11781 Alexroberts este un asteroid din centura principală de asteroizi. A fost descoperit pe 7 august 1966 la Bloemfontein la Observatorul Boyden. Asteroidul prezintă o orbită caracterizată de o semiaxă mare de 2,36 ua, o excentricitate de 0,12 și o înclinație de 7,3° în raport cu ecliptica.